# María Zavala Valladares
María Amabilia Zavala Valladares (Talara; Piura, 15 de enero de 1956) es una abogada, jueza y política peruana. Fue miembro de la Junta Nacional de Justicia, desde el 9 de enero del 2020 hasta el 5 de enero del 2025, y representante del Perú ante la Organización de Estados Americanos de 2008 a 2010. Fue también ministra de Justicia del Perú durante el segundo gobierno de Alan García, desde el 28 de julio del 2006 hasta el 20 de diciembre del 2007.

## Biografía
Ingresó a la Universidad Nacional Mayor de San Marcos, en la cual estudió Derecho y Ciencias políticas y recibió el título de Abogada. Posteriormente estudió una Maestría en Derecho Penal y un Doctorado en Derecho en la misma casa de estudios. Ha seguido cursos de especialización en Derecho constitucional, Derecho penal y Derecho procesal civil. 
Se ha desempeñado como docente en la Universidad San Ignacio de Loyola, la Academia Nacional de la Magistratura y en la Universidad Nacional Mayor de San Marcos.

## Carrera judicial
En la provincia de Maynas se desempeñó como jueza de paz Letrado (1985-1986), jueza de Ejecución Penal (1986) y jueza instructora (1988-1991, 1991-1992).
Fue presidenta de la Corte Superior de Justicia de Loreto de 1992 a 1994.
En la Corte Superior de Justicia de Lima fue presidenta de la 9.ª y 10.ª Sala Penal. De la misma manera, se desempeñó como Presidenta de la 1.ª y 2.ª Sala Penal para Procesos Ordinarios con Reos en Cárcel.
De 2005 a 2006, fue presidenta de la Corte Superior de Justicia de Lima.
En 2016, fue elegida como representante suplente de la Corte Suprema de Justicia ante el Consejo Nacional de la Magistratura para el periodo 2016-2021, cargo al que renunció en julio de 2018.
En 2019 fue elegida como miembro titular de la Junta Nacional de Justicia, cargo al que juramentó el 9 de enero de 2020.

## Actividad política
El 28 de julio de 2006 fue designada como Ministra de Justicia, integrando el Primer Gabinete del segundo gobierno de Alan García. Renunció al cargo en diciembre de 2007.
El 3 de enero del 2008, es designada como Representante Permanente del Perú ante la Organización de Estados Americanos (OEA), reemplazando a Ántero Flores-Aráoz. En mayo del mismo año, fue designada como Embajadora del Perú concurrente ante Jamaica. Permaneció en el puesto diplomático hasta inicios de 2010.
Desde mayo de 2010 a 2011 fue Comisionada en la Comisión de la Verdad y la Reconciliación de Honduras, encargada de investigar los hechos relacionados con el Golpe de Estado de 2009 que depuso al presidente Manuel Zelaya.

## Publicaciones
- Responsabilidad penal de la Personas Jurídicas (2002)
- Análisis de la Nueva Ley de Reestructuración Patrimonial (2001)
- Constitución Simultánea por Oferta a Terceros de las Sociedades Anónimas (2001)
- Caducidad y prescripción de la Responsabilidad de los Directores de la Sociedad Anónima (2001)